# Нарвська ГЕС
Нарвська ГЕС — гідроелектростанція, розташована на річці Нарва в місті Івангород Ленінградської області Росія, при цьому частина греблі розташована на території Естонії.

## Історія
Будівництво ГЕС почалося в 1950 р., закінчилося в 1956 р.
Гідроелектростанція побудована за гребле-дериваціонною схемою. ГЕС використовує падіння річки Нарви в районі Нарвських водоспадів. Склад споруд ГЕС:
- будівля гідроелектростанції завдовжки 84,7 м;
- бетонна водоскидна гребля завдовжки 206 м;
- земляні дамби загальною довжиною 1647 м;
- льодозахисна стінка завдовжки 200 м;
- водоприймальник ГЕС;
- кригоскид станційного вузла;
- рибний хід;
- підвідний дериваційний канал завдовжки 2123,8 м;
- відвідний дериваційний канал завдовжки 1060 м.

Потужність ГЕС — 125 МВт, середньорічне вироблення — 640 млн кВт·год. У будівлі ГЕС встановлено 3 поворотно-лопатевих гідроагрегати потужністю по 41,7 МВт, що працюють при розрахунковому напорі 23,5 м.
Напірні споруди ГЕС утворюють велике Нарвське водосховище. Площа водосховища — 191,4 км², повний і корисний об'єм водосховища — 365 і 91 млн м³. При створенні водосховища було затоплено 4030 га сільгоспугідь, перенесено 742 будівлі.
Нарвська ГЕС спроектована інститутом Ленгідропроект.
Входить до складу ВАТ «ТГК-1».

## Проблеми з територіальною приналежністю
Після розпаду СРСР ГЕС і правобережна частина греблі виявилися на російській стороні, лівобережна частина греблі — на естонській.
У травні 2009 ВАТ «ТГК-1» звернулося до суду, оскаржуючи постанову уряду Естонії, що дозволяє передати в оренду «Нарвським електростанціям» частину греблі Кулгу (Kulgu). ТГК-1 мотивує свою позицію тим, що гребля є неподільним майновим комплексом, що перебували до 1991 на території РРФСР, а також тим, що Нарвська ГЕС не була включена в список підприємств СРСР, які повинні були бути передані в підпорядкування естонським міністерствам постановою Верховної ради Естонської Республіки від 29 серпня 1991 р.

## Ресурси Інтернету
- Гидроузел на р. Нарва. РусГидро — Ленгидропроект.
- Официальный сайт ОАО «ТГК-1»
- Эстония уничтожит Нарвскую плотину вместе с наследием СССР?